# Маньківська сотня
Маньківська сотня — адміністративно-територіальна і військова одиниця в складі Уманського полку Гетьманщини.
Сотенним містечком була Маньківка.
Селяни й козаки сотні в складі 251 особи під командуванням сотника Г. Бовдира протягом 1648—1654 рр. брали активну участь у національній революції під проводом Богдана Хмельницького.